# Resolutie 168 Veiligheidsraad Verenigde Naties
Resolutie 168 van de Veiligheidsraad van de Verenigde Naties werd met unanimiteit door de VN-Veiligheidsraad aangenomen op 3 november 1961.

## Achtergrond
Op 7 april 1953 werd de Zweed Dag Hammarskjöld door de algemene vergadering benoemd tot secretaris-generaal van de Verenigde Naties. In 1957 werd zijn ambtstermijn verlengd met vijf jaar, tot 1963.
Op 18 september 1961 kwam Hammarskjöld om bij een vliegtuigongeluk onderweg naar Congo.

## Inhoud
De Veiligheidsraad had het probleem over het aanstellen van een secretaris-generaal voor de rest van de door de algemene vergadering vastgelegde ambtstermijn, die loopt tot 10 april 1963, bekeken. De raad beval de Algemene Vergadering aan om U Thant (Birma) te benoemen tot waarnemend secretaris-generaal tot het einde van de ambtstermijn.

## Verwante resoluties
- Resolutie 227 Veiligheidsraad Verenigde Naties (1966)
- Resolutie 229 Veiligheidsraad Verenigde Naties (1966)

Lijst ·  161 ·  162 ·  163 ·  164 ·  165 ·  166 ·  167 ·  168 ·  169 ·  170